# عمارة الإيموبيليا
عمارة الإيموبيليا هي أول ناطحة سحاب تم بناؤها في مدينة في القاهرة، يبلغ ارتفاعها 70 مترًا ويوجد بها 370 شقة، وصممها المهندسين المعماريين ماكس أذرعي، وجاستون روسي، عند نقطة التقاء شارعى شريف وقصر النيل، وبناها أحمد عبود باشا.
كانت عمارة الإيموبيليا هي السكن المفضل لمشاهير المجتمع من السياسيين والفنانين والرياضيين في الأربعينيات والخمسينيات من القرن الماضي. وهي ضمن ممتلكات المليونير المصري القديم أحمد عبود باشا، أغنى أغنياء مصر في ذلك الوقت، حيث كانت تقدر ثروته بحوالي 30 مليون جنيه في الثلاثينات.

## تاريخ
كانت أرض المبني مقام عليها سراي الفخمة مقر السفارة الفرنسية وفي يناير من العام 1937، باع المسيو بيير دي فيتاس وزير فرنسا المفوض إلى الشركة العقارية العمومية «الإيموبيليا»، وانتقلت السفارة الفرنسية إلى مكان آخر، وأعدت الأرض الفضاء لبناء أول ناطحة سحاب بمصر وللتحول معها المنطقة إلى حي راقٍ ومقصد لساكنيها الأثرياء.
بدأ العمل في إنشاء العمارة في 30 أبريل 1938 وتكلف بناؤها مليون و200 ألف جنيه مصري وانتهي بناؤها عام 1940. تتكون العمارة من برجين أحدهم بحري ويتكون من 11 طابق، والآخر قبلي ويرتفع ل13 طابق ويضم البرجين 370 شقة. المصاعد الموجودة بها والذي يقدر عددها بنحو 27 مصعد كانت تقسم إلى ثلاث فئات «بريمو» للسكان، و«سوكندو» للخدم، وأخرى للأثاث.

## العمارة الآن
على الرغم من أنَّ العمارة لا تزال تحافظ على جمالها وثباتها إلا أنها أصبحت شبيهة بمبانى المصالح الحكومية لازدحامها بمكاتب وشركات كثيرة وقد ظلت العمارة مملوكة لعبود باشا حتى عام 1961 حين أمم جمال عبد الناصر أملاكه ومن بينها عمارة إيموبيليا فأصيب بذبحة صدرية وأوصى طبيبه بسفره للخارج فغادر مصر ومعه 5 ملايين جنيه وكمية من المجوهرات التي لم يصل لها التأميم وبقى في الخارج حتى موته وآلت ملكية العمارة لشركة الشمس للإسكان والتعمير حيث تقوم الشركة بإدارة إيرادات العمارة وتحصيل الإيجارات ورفع الدعاوى القضائية على البعض لاسترداد الشقق التي توفى أصحابها وبالتالي تعود ملكيتها مرة أخرى لشركة الشمس مالكة العمارة حالياً.

## صور للعمارة

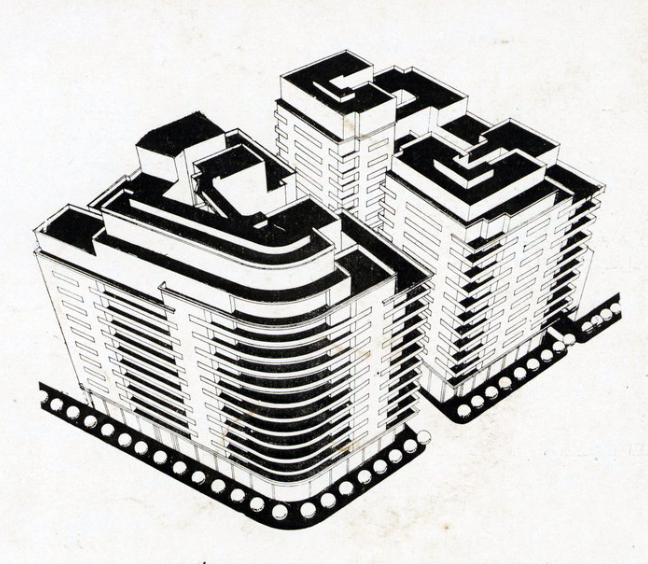
العمارة من منظور عين الطائر
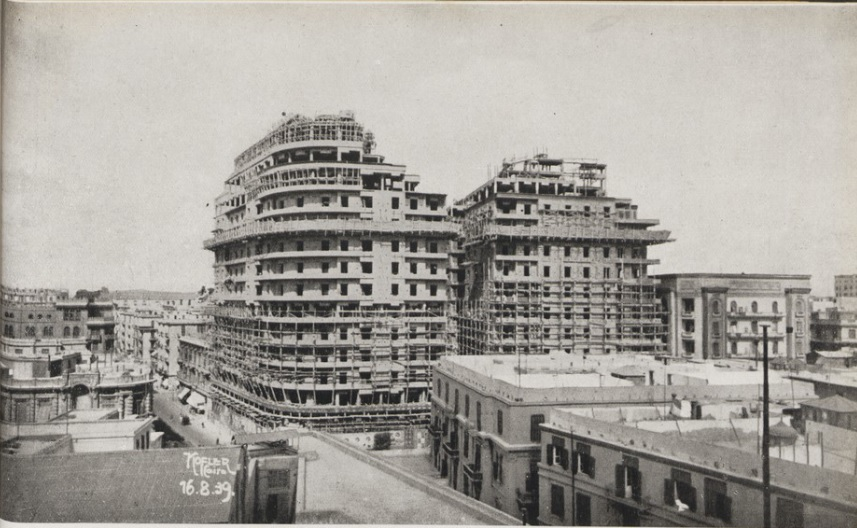
العمارة أثناء الإنشاء
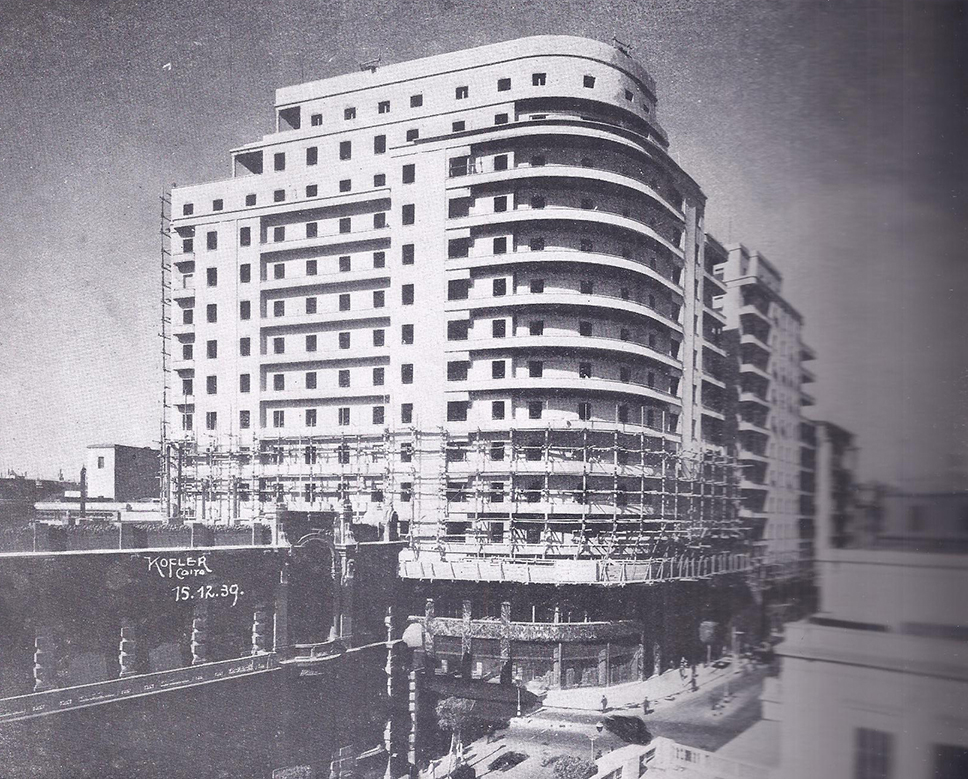
العمارة أثناء الإنشاء

## أشهر سكان العمارة
1. نجيب الريحاني في الطابق الثالث شقة رقم 321 والتي أغلقتها ابنته منذ رحيله وكان من سكان العمارة 0
2. محمد عبد الوهاب في الشقة المجاورة لشقة الريحاني الذي أقنعه بترك العباسية والسكن بجواره في العمارة التي ظل بها عبد الوهاب حتى آخر الثمانينيات عندما انتقل للزمالك.
3. وفى الطابق الثامن كان يسكن أنور وجدي وزوجته ليلى مراد في الشقة التي أشهرت بها شركة الإنتاج الخاصة بهم.
4. وكانت بجوارها شقة الفنانة اليهودية كاميليا
5. وفى الطابق الثالث شقة 311 كان يسكن المطرب الشهير عبد العزيز محمد وما زالت الشقة تحمل يافطة أفلام عبد العزيز محمود وتملكها ابنته
6. كان الفنان محمد فوزي في الطابق السابع مع زوجته هداية الملقبة بملكة جمال المعادي ويملكها الآن ابنه الدكتور منير بعد وفاة والدته السيدة هداية التي كانت تزورها باستمرار الفنانة مديحة يسرى الزوجة السابقة لمحمد فوزي.
7. الملحن كمال الطويل.
8. الفنانة ماجدة.
9. محمود المليجى مع زوجته الفنانة علوية جميل وممن سكنوا العمارة أيضاً المخرج محمود ذو الفقار.
10. والمخرج هنرى بركات.
11. المخرج كمال الشيخ والفنانة أسمهان والفنان أحمد سالم والمنتجة آسيا داغر حيث كانت شركة إنتاجها.
12. توفيق الحكيم والذي تركها حينما ازدحمت بسكانها.